# Alepocephalus fundulus
Alepocephalus fundulus är en fiskart som beskrevs av Garman, 1899. Alepocephalus fundulus ingår i släktet Alepocephalus och familjen Alepocephalidae. Inga underarter finns listade i Catalogue of Life.